# Trichophorum caespitosum
Trichophorum caespitosum là loài thực vật có hoa trong họ Cói. Loài này được (L.) Hartman miêu tả khoa học đầu tiên năm 1849.